# Анексин А3
Аннексин А3 (англ. Annexin A3) – білок, який кодується геном ANXA3, розташованим у людей на довгому плечі 4-ї хромосоми. Довжина поліпептидного ланцюга білка становить 323 амінокислот, а молекулярна маса — 36 375.
| 10         |  | 20         |  | 30         |  | 40         |  | 50         |
| ---------- |  | ---------- |  | ---------- |  | ---------- |  | ---------- |
| MASIWVGHRG |  | TVRDYPDFSP |  | SVDAEAIQKA |  | IRGIGTDEKM |  | LISILTERSN |
| AQRQLIVKEY |  | QAAYGKELKD |  | DLKGDLSGHF |  | EHLMVALVTP |  | PAVFDAKQLK |
| KSMKGAGTNE |  | DALIEILTTR |  | TSRQMKDISQ |  | AYYTVYKKSL |  | GDDISSETSG |
| DFRKALLTLA |  | DGRRDESLKV |  | DEHLAKQDAQ |  | ILYKAGENRW |  | GTDEDKFTEI |
| LCLRSFPQLK |  | LTFDEYRNIS |  | QKDIVDSIKG |  | ELSGHFEDLL |  | LAIVNCVRNT |
| PAFLAERLHR |  | ALKGIGTDEF |  | TLNRIMVSRS |  | EIDLLDIRTE |  | FKKHYGYSLY |
| SAIKSDTSGD |  | YEITLLKICG |  | GDD        |  |            |  |            |

A: Аланін

C: Цистеїн

D: Аспарагінова кислота

E: Глутамінова кислота

F: Фенілаланін

G: Гліцин

H: Гістидин

I: Ізолейцин

K: Лізин

L: Лейцин

M: Метіонін

N: Аспарагін

P: Пролін

Q: Глутамін

R: Аргінін

S: Серин

T: Треонін

V: Валін

W: Триптофан

Цей білок за функціями належить до інгібіторів фосфоліпази A2, фосфопротеїнів. Задіяний у такому біологічному процесі як ацетилювання. Білок має сайт для зв'язування з іоном кальцію та фосфоліпідами. 

## Властивості
Білок належить до родини протеїнів анексинів, що є кальційзалежними фосфоліпід-зв'язуювальними білками. Білки цієї родини, зокрема анексин А3, беруть участь у регуляції клітинного росту та шляхах сигнальної трансдукції. За деякими даним анексин А3 може брати участь в антикоагуляції.

## Патологія
Анексин А3 посилено експресується в тканині плода при штучному запліденні та методом ІКСІ, що може негативно впливати на результати цих репродуктивних методик.